# V407 Волка
V407 Волка (лат. V407 Lupi) — новая, двойная катаклизмическая переменная звезда (NA) в созвездии Волка на расстоянии приблизительно 32600 световых лет (около 10000 парсеков) от Солнца. Видимая звёздная величина звезды — от менее +20m до +5,6m. Орбитальный период — около 3,57 часов.
Вспышка произошла 24 сентября 2016 года.

## Характеристики
Первый компонент — аккрецирующий белый карлик спектрального класса pec(Nova). Масса — около 1,2 солнечной.